# Protomicarea
Protomicarea is een geslacht van korstmossen dat behoort tot de familie Psoraceae. De typesoort is Protomicarea limosa. 

## Soorten
Volgens Index Fungorum bevat het geslacht drie soorten (peildatum maart 2023):
| Soortnaam                | Auteur(s)         | Publicatiejaar |
| ------------------------ | ----------------- | -------------- |
| Protomicarea alpestris   | (Sommerf.) McCune | 2018           |
| Protomicarea commaculans | (Nyl.) Aptroot    | 2022           |
| Protomicarea limosa      | (Ach.) Hafellner  | 2001           |